# 利諾伊·阿什拉姆
利諾伊·阿什拉姆（希伯來語：לינוי אשרם，1999年5月13日—）是一名已退役的以色列藝術體操運動員，她代表以色列隊參加了日本舉行的2020年夏季奧林匹克運動會，並且在藝術體操女子個人全能比賽上獲得金牌，她是第三名以色列運動員及首名以色列女性運動員取得奧運會金牌，亦是首名來自非前蘇聯國家在有前蘇聯國家的運動員參賽下取得奧運會藝術體操個人全能金牌的運動員。另外，她亦曾經取得一次世錦賽個人全能銀牌和兩次個人全能銅牌，她也是2020年歐洲錦標賽個人全能冠軍，以及2019年歐洲運動會個人全能亞軍。她於2022年4月4日宣佈退役。

## 早年生活
利諾伊·阿什拉姆出生在以色列里雄萊錫安，她是也門猶太人和塞法迪猶太人的後代。她的父親是以色列國防軍常備軍人，而她的母親則是幼稚園教學助理。她有一個姐姐、妹妹及哥哥。

在2017年11月，她開始在以色列國防軍履行義務役，擔任行政助理，直至她在2019年完成義務役，光榮退伍。

截至2018年，她居住在出生地以色列里雄萊錫安。

在2019至2022年，她在位於奧諾村的Ono Academic College修讀教育與社會。

截至2022年中，她退役後在以色列藝術體操國家隊擔任教練。

## 運動員職業生涯
利諾伊·阿什拉姆的首席教練及編舞指導是前以色列全國藝術體操冠軍Ayelet Zussman 

### 青少年時期
利諾伊·阿什拉姆自從2011年起參加國際比賽。在2014年，她參加了在愛沙尼亞塔爾圖舉行的 Miss Valentine Cup，以及在俄羅斯莫斯科舉行的韻律體操大獎賽，並在青少年個人全能決賽中取得第9名，取得青少年奧運會藝術體操比賽的參賽資格。其後，她參加了於佩薩羅及塔什干舉行的世界盃系列賽，並在塔什干世界盃系列賽中取得了圈操和棒操的銀牌。在明斯克世界盃系列賽中，她在團隊中為以色列取得銀牌，並在個人所有賽事中取得第4名。
在2014年6月，她參加了2014年歐洲青少年藝術體操錦標賽，並在棒操和帶操決賽中取得銅牌，並在球操和圈操決賽中分別取得第4及第5名。之後，她參加了在保加利亞索菲亞市舉行的世界盃系列賽，並在個人全能決賽中取得第4名。其後，她代表以色列參加2014年南京青年奧運會 ，並在決賽中以第5名完成，以及在閉幕典禮中擔任以色列的持旗手。
在11月，她參加了在奧地利茵斯布魯克舉行的青少年世界盃決賽中，並在個人全能決賽中取得金牌。

### 成年時期

#### 2015
在2015年，利諾伊·阿什拉姆首次以成年運動員身份參加2015年莫斯科藝術體操大獎賽，並以第4名完成個人全能比賽。
在5月15至16日，她參加了霍隆藝術體操大獎賽，並以第11名完成個人全能比賽。
在8月，她參加了 MTK Budapest Cup ，並以第五名完成個人全能比賽。其後，她在俄羅斯喀山舉行的 Yoldyz Cup International 中取得個人全能銅牌。
在9月9至13日，她在德國史特加參加了2015年世界藝術體操錦標賽，以色列最終在團隊排名中排名第4。
在10月16至18日，她在捷克布爾諾參加了2015年藝術體操大獎賽決賽，並取得個人全能、圈操、球操銀牌。由於來自俄羅斯的2016年里約奧運冠軍瑪格麗塔·馬蒙因傷退賽，她取得了棒操金牌及帶操銀牌，僅次於烏茲別克運動員Anastasiya Serdyukova。在本次大獎賽中，她成為僅次於俄羅斯運動員Yana Batyrshina的在大獎賽決賽中取得獎牌第二年輕運動員。
在11月，她在挪威阿斯克爾舉行的 Happy Cup 取得了個人全能金牌。

#### 2016
利諾伊·阿什拉姆參加了2016年莫斯科藝術體操大獎賽，並在個人全能比賽中以第16名完成。
在3月12至13日，她參加了在斯洛文尼亞盧布爾雅那舉行的 MTM Tournament ，並取得個人全能、圈操銅牌。
在第30屆，蒂艾藝術體操大獎賽中，她以第八名完成個人全能比賽。
在4月1至3日，她參加了佩薩羅世界盃系列賽，並以第九名完成個人全能比賽，以及以第八名完成帶操比賽。
在以色列全國藝術體操錦標賽中，她贏得了個人全能銀牌。
在5月13至15日，她參加了塔什干世界盃系列賽，並取得個人全能、球操銅牌，以及以第四名完成圈操及棒操比賽、第六名完成帶操比賽。
在2016年索菲亞 世界盃系列賽中，她以第七名完成個人全能比賽。
在6月17至19日，她參加了2016年歐洲藝術體操錦標賽，並在個人全能比賽中以第八名完成。
在9月23至24日，她參加了在以色列艾拉特舉行的2016年藝術體操大獎賽決賽，並以第四名完成個人全能比賽，以及棒操銅牌。

#### 2017
利諾伊·阿什拉姆參加了莫斯科藝術體操大獎賽，以第6名完成個人全能比賽，並在棒操比賽中取得銅牌，以及以第4名完成球操比賽、第5名完成圈操和帶操比賽。
其後，她參加了塔什干世界盃系列賽，以第8名完成個人全能比賽，並取得圈操銅牌，以及以第6名及第5名分別完成球操和棒操比賽。
在5月5至7日，她參加了索菲亞世界盃系列賽，並取得個人全能銅牌、圈操銀牌及棒操銅牌，以及以第4以第8名完成帶操和球操比賽。
在5月19至21日，她代表以色列參加2017年歐洲藝術體操錦標賽，並取得了棒操銅牌，以及分別以第5及第6名完成球操和帶操比賽。
在七月，她參加了2017年馬加比厄運動會，並取得了所有個人賽金牌。
在7月20至30日，她參加了在波蘭弗羅茨瓦夫舉行的世界運動會，並取得了棒操銀牌及圈操銅牌，以及分別以第8及第6名完成球操及帶操比賽。
在8月11至13日，她參加了2017年喀山世界挑戰盃，並在個人全能比賽中以第四名完成，並在所有器械決賽中取得銅牌。
在8月30至9月3日，她參加了在佩薩羅舉行的2017 Rhythmic Gymnastics World Championships，並在個人全能比賽中，歷史性地取得銅牌，成為首名以色列藝術體操運動員取得世錦賽個人全能獎牌，並在帶操、球操、圈操比賽中晉級到決賽，她最終在帶操比賽中取得銅牌。

#### 2018
在3月30日至4月1日，利諾伊·阿什拉姆首先參加了索菲亞世界盃系列賽，並取得了個人全能銅牌，以及在帶操比賽中取得了首面世界盃系列賽金牌，而在球操和棒操比賽中，她以第4名完成，圈操比賽則以第8名完成。
在4月13至15日，她參加了佩薩羅世界盃系列賽，她取得了棒操金牌、球操銀牌，以及以第5名完成圈操和帶操比賽。
在4月20至22日，她參加了塔什干世界盃系列賽，取得了個人全能、圈操、球操、帶操銀牌，以及棒操銅牌。
根據她在上述3站的世界盃系列賽成績，她取得了2018年世界盃系列賽的總和個人全能冠軍。
在5月4至6日，她參加了瓜達拉哈拉世界盃系列賽，她擊敗了Aleksandra Soldatova及艾莉娜·阿維林娜，取得了首面世界盃個人全能金牌。而在器械比賽中，她取得了球操金牌、圈操及帶操銀牌，以及以第6名完成棒操比賽。

#### 2019

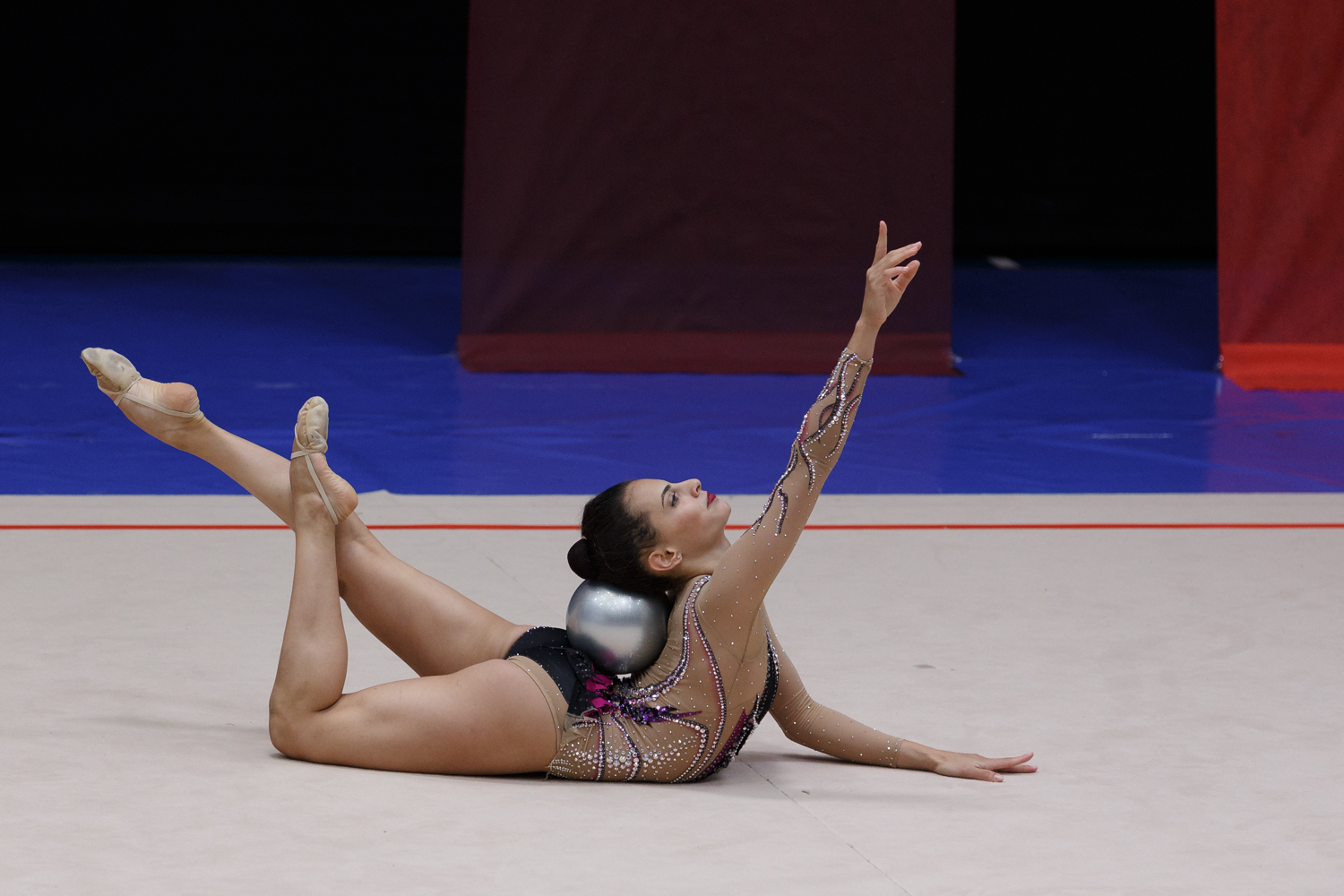
正在在2019年以色列全國藝術體操錦標賽表演球操的利諾伊·阿什拉姆

利諾伊·阿什拉姆參加了索菲亞世界盃系列賽，並在個人全能比賽中取得銀牌，以及圈操及棒操金牌、球操及帶操銅牌。
在巴庫世界盃系列賽中，她在個人全能比賽中取得第6名，並在圈操及球操比賽中分別取得銀牌和金牌，但她在棒操和帶操資格賽中只分別取得第10及22名，無法晉級決賽。
她因傷沒有參加在巴庫舉行的2019歐洲藝術體操錦標賽。

在明斯克世界挑戰盃中，她在個人全能比賽中取得了銅牌，並取得了圈操金牌、球操銅牌、棒操銀牌，而在帶操比賽中，她取得了第4名。
而在克盧日-納波卡世界挑戰盃中，她贏得了個人全能冠軍，以及圈操金牌、棒操銀牌，並在球操中取得第4名。
在6月，她參加了在明斯克舉行的歐洲運動會，並在球操和棒操比賽中取得金牌，以及在帶操及個人全能比賽中取得銀牌。

在2019年世界藝術體操錦標賽中，她幫助了以色列取得首面團隊銀牌，並取得了球操和個人全能銅牌，以及圈操、棒操及帶操銀牌。

#### 2020
利諾伊·阿什拉姆以總分100.900分，在位於烏克蘭基輔舉行的2020年歐洲藝術體操錦標賽中取得個人全能冠軍。

#### 2021

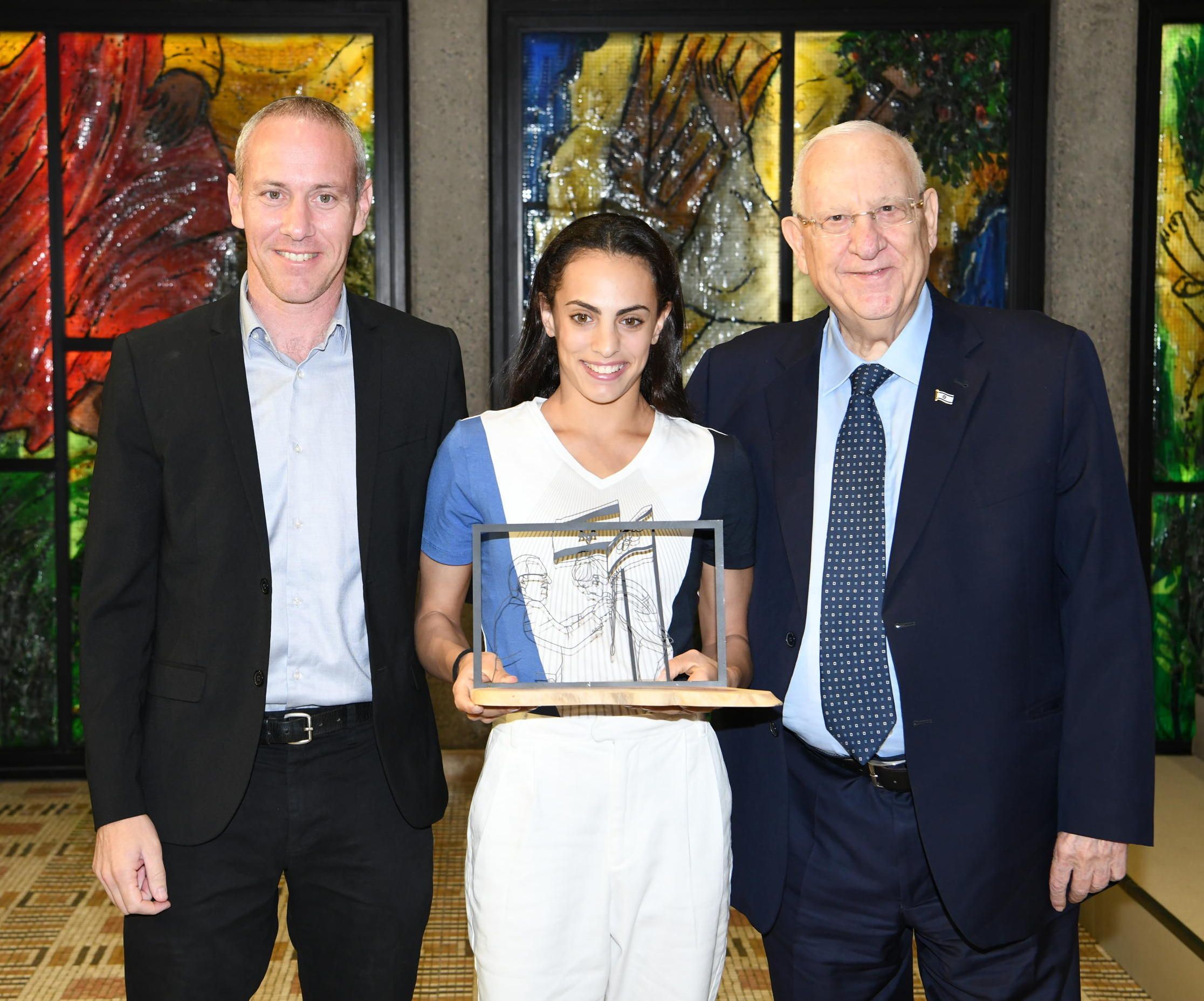
利諾伊·阿什拉姆與前以色列總統魯文·里夫林（右）（攝於2021）

在3月，利諾伊·阿什拉姆在索菲亞世界盃系列賽中取得了兩面金牌及一面銅牌。其後，她在以色列特拉維夫韻律體操大獎賽中取得所有個人賽金牌。

#### 東京奧運會
在2020年東京奧運會中，利諾伊·阿什拉姆代表以色列出賽，並在藝術體操個人全能決賽中取得金牌。
在8月6日，她在個人全能資格賽中取得總分103.100，以第三名晉級決賽。

在8月7日，她在決賽中以總分107.800，領先賽前熱門及資格賽第一名來自 俄罗斯奥林匹克委员会的迪娜·阿維林娜 0.150分(圈操 27.500分、球操 28.300分、棒操 28.650分、帶操 23.300分)，取得金牌。
由於她在圈操和棒操大幅度領先迪娜·阿維林娜，並在帶操比賽前領先迪娜·阿維林娜0.850分，所以即使在帶操因失去器械被扣0.7分完成分，仍在總分中領先迪娜·阿維林娜。
在比賽後，部份俄羅斯記者、政治人物及運動員質疑比賽結果是否公正，但國際體操聯會認為比賽結果公正，並且拒絕更改結果。

#### 2022
在4月4日，她在記者會上宣佈退役。

## 獨創動作
她的獨創動作是阿什拉姆轉—在地上有幫助下後彎轉。

## 成就及獎項
- 首名以色列藝術體操取得世錦賽個人全能獎牌（銅牌）（2017年世界藝術體操錦標賽）
- 首名以色列運動員在世界盃系列賽（英语：2014 FIG Rhythmic Gymnastics World Cup series）中取得個人全能金牌(2018年瓜達拉哈拉世界盃）
- 首名以色列藝術體操運動員在藝術體操大獎賽中取得金牌
- 首名以色列藝術體操運動員在世界盃系列賽（英语：2016 FIG World Cup series）中取得器械決賽金牌
- 首名以色列運動員成為歐洲個人全能冠軍（2020年歐洲藝術體操錦標賽（英语：2020 Rhythmic Gymnastics European Championships）)
- 第二年輕的藝術體操運動員在藝術體操大獎賽中取得獎牌（僅次於俄羅斯的Yana Batyrshina（英语：Yana Batyrshina）)
- 首名藝術體操運動員連續在世界挑戰盃系列賽中取得個人全能金牌(2018年明斯克、瓜達拉哈拉) [42]
- 首名以色列藝術體操運動員取得奧運會個人全能金牌
- 首名來自非前蘇聯國家的藝術體操運動員在有來自前蘇聯國家的運動員參賽下取得奧運會個人全能金牌[34]
- 自從1996年來的首名非俄羅斯藝術體操運動員取得奧運會個人全能金牌[34]
- 第三名在奧運會取得金牌的以色列運動員
- 首名以色列女性運動員取得奧運會金牌

## 歷年使用音樂
| 年份 | 器械 | 音樂                                                                         |
| ---- | ---- | ---------------------------------------------------------------------------- |
| 2021 | 圈操 | Haste (Really Slow Motion, Giant Apes)                                       |
| 2021 | 球操 | Big in Japan (Alphaville song) (Ane Brun)                                    |
| 2021 | 棒操 | Crazy in Love,Diva,Run the World (Girls)(碧昂絲),Level Up(席亞拉)            |
| 2021 | 帶操 | 讓我們歡樂 (以色列民歌)                                                      |
| 2020 | 圈操 | Haste (Really Slow Motion, Giant Apes)                                       |
| 2020 | 球操 | Hurt(基絲甸娜·阿圭莉拉) (基絲甸娜·阿圭莉拉)                                  |
| 2020 | 棒操 | Crazy in Love,Diva,Run the World (Girls)(碧昂絲),Level Up(席亞拉)            |
| 2020 | 帶操 | 讓我們歡樂 (以色列民歌)                                                      |
| 2019 | 圈操 | Battle of the Kings (Audiomachine)                                           |
| 2019 | 球操 | Im Ele HaHaim (Keren Peles)                                                  |
| 2019 | 棒操 | Istanbullu Gelin (Kobi Shaltiel,Mash & Matan)                                |
| 2019 | 帶操 | One Night Only (Disco Version) (夢幻女郎)                                    |
| 2018 | 圈操 | Obsidian (Audiomachine)                                                      |
| 2018 | 球操 | Encore Un Soir(Celine Dion)                                                  |
| 2018 | 棒操 | Footloose(吉列合唱團版本)                                                    |
| 2018 | 帶操 | 黑俠梭羅原聲帶混合曲                                                         |
| 2017 | 圈操 | Star Fusion(Really Slow Motion)                                              |
| 2017 | 球操 | Hoy Tengo Ganas de Ti(Alejandro Fernández, 基絲甸娜·阿圭莉拉)                |
| 2017 | 棒操 | Don’t Shop Me Now(Queen)                                                     |
| 2017 | 帶操 | Suite Mignone, Holding Out for a Hero (Joop Celis, Silver Screen Superstars) |
| 2016 | 圈操 | Henry's Death' (BT)                                                          |
| 2016 | 球操 | Mi Amor (Benise)                                                             |
| 2016 | 棒操 | Run the World (Girls)(碧昂絲), I Am the Best (2NE1)                          |
| 2016 | 帶操 | Moon Trance (琳西特莉)                                                       |

## 奧運參賽結果
| 年份 | 地點 | 音樂                                                              | 器械     | 決賽排名 | 決賽分數 | 資格賽排名 | 資格賽分數 |
| ---- | ---- | ----------------------------------------------------------------- | -------- | -------- | -------- | ---------- | ---------- |
| 2021 | 東京 |                                                                   | 個人全能 | 1        | 107.800  | 3          | 103.100    |
| 2021 | 東京 | Haste (Really Slow Motion, Giant Apes)                            | 圈操     | 1        | 27.550   | 13         | 23.500     |
| 2021 | 東京 | Big in Japan (Alphaville song) (Ane Brun)                         | 球操     | 2        | 28.300   | 1          | 28.250     |
| 2021 | 東京 | Crazy in Love,Diva,Run the World (Girls)(碧昂絲),Level Up(席亞拉) | 棒操     | 1        | 28.650   | 3          | 27.850     |
| 2021 | 東京 | 讓我們歡樂 (以色列民歌)                                           | 帶操     | 2        | 23.300   | 2          | 23.500     |

## 主要賽事成績
(只有世界錦標賽、歐洲錦標賽、洲際運動會舉辦團隊比賽)
| 國際:成年 | 國際:成年                | 國際:成年                | 國際:成年 | 國際:成年 | 國際:成年 | 國際:成年 | 國際:成年 | 國際:成年 |
| 年份 | 賽事                     | 賽事                     | 個人全能  | 團隊      | 圈操      | 球操      | 棒操      | 帶操      |
| --- | ------------------------ | ------------------------ | --------- | --------- | --------- | --------- | --------- | --------- |
| 2021 | 奧運會                   | 奧運會                   | 1         |           |           |           |           |           |
| 2021 | 歐洲錦標賽               | 歐洲錦標賽               | 4         | 3         | 2         | 2         | 1         | 4         |
| 2021 | 世界盃系列賽             | 佩薩羅                   | 4         |           | 2         | 1         | 2         | 6         |
| 2021 | 世界盃系列賽             | 巴庫                     | 5         |           | 1         | 5         | 1         | 16 (Q)    |
| 2021 | 世界盃系列賽             | 索菲亞                   | 1         |           | 3         | 1         | 4         | 4         |
| 2020 | 歐洲錦標賽               | 歐洲錦標賽               | 1         |           |           |           |           |           |
| 2019 |                          |                          |           |           |           |           |           |           |
| 世錦賽 | 世錦賽                   | 3                        | 2         | 2         | 3         | 2         | 2         |           |
| 世界挑戰盃 | 克盧日-納波卡            | 1                        |           | 1         | 4         | 2         | 1         |           |
| 世界挑戰盃 | 明斯克                   | 3                        |           | 1         | 3         | 2         | 4         |           |
| 世界盃系列賽 | 巴庫                     | 6                        |           | 2         | 1         | 10 (Q)    | 22 (Q)    |           |
| 世界盃系列賽 | 索菲亞                   | 2                        |           | 1         | 3         | 1         | 3         |           |
| 2018 |                          |                          |           |           |           |           |           |           |
| 世錦賽 | 世錦賽                   | 2                        | 4         | 2         | 24 (Q)    | 15 (Q)    | 3         |           |
| 世界挑戰盃 | 喀山                     | 3                        |           | 2         | 2         | 2         | 3         |           |
| 世界挑戰盃 | 明斯克                   | 1                        |           | 6         | 3         | 1         | 6         |           |
| 世界挑戰盃 | 瓜達拉哈拉 (西班牙)      | 1                        |           | 2         | 1         | 6         | 2         |           |
| 歐洲錦標賽 | 歐洲錦標賽               | 4                        |           |           |           |           |           |           |
| Template:2018 FIG Rhythmic Gymnastics World Cup Series | 塔什干                   | 2                        |           | 2         | 2         | 3         | 2         |           |
| Template:2018 FIG Rhythmic Gymnastics World Cup Series | 佩薩羅                   | 3                        |           | 5         | 2         | 1         | 5         |           |
| Template:2018 FIG Rhythmic Gymnastics World Cup Series | 索菲亞                   | 3                        |           | 8         | 4         | 4         | 1         |           |
| 2017 | 2017年世界藝術體操錦標賽 | 2017年世界藝術體操錦標賽 | 3         |           | 6         | 4         | 11 (Q)    | 3         |
| 2017 | 世界運動會               | 世界運動會               |           |           | 3         | 8th       | 2         | 6         |
| 2017 | 世界挑戰盃               | 喀山                     | 4         |           | 3         | 3         | 3         | 3         |
| 2017 | 歐洲錦標賽               | 歐洲錦標賽               |           |           | 3         | 5         | 3         | 6         |
| 2017 | 世界盃系列賽             | 索菲亞                   | 3         |           | 2         | 8         | 3         | 4         |
| 2017 | 世界盃系列賽             | 塔什干                   | 8         |           | 3         | 6         | 5         | 18 (Q)    |
| 2016 | 世界盃系列賽             | 索菲亞                   | 7         |           | 6         | 5         | 13 (Q)    | 5         |
| 2016 | 世界盃系列賽             | 塔什干                   | 3         |           | 4         | 3         | 4         | 6         |
| 2016 | 世界盃系列賽             | 佩薩羅                   | 9         |           | 11 (Q)    | 17 (Q)    | 11 (Q)    | 8         |
| 2016 | 歐洲錦標賽               | 歐洲錦標賽               | 8         |           |           |           |           |           |
| Q =資格賽 (因每個國家/地區最多兩名運動員晉級到決賽/只有頭八名運動員可以晉級到決賽); WR =世界紀錄; WD =退賽; NT =沒有團隊比賽; 出局(結果/資格賽結果不被計入最終比賽結果) |                          |                          |           |           |           |           |           |           |